# Bishopsbourne
Bishopsbourne è un villaggio  con status di parrocchia civile dell'Inghilterra sud-orientale, facente parte della contea del Kent e del distretto della City of Canterbury. La parrocchia civile conta una popolazione di circa 250 abitanti.

## Geografia fisica
Bishopbourne si trova a circa 4 miglia a sud-est di Canterbury.

## Storia
Il 30 agosto 1940, nel corso della seconda guerra mondiale morì nei pressi di Bishopbourne il pilota Joseph I. Johnson, precipitando con il proprio aereo, uno Spitfire Mk 1, R6628, dopo essere stato abbattuto dall'esercito nemico.

## Monumenti e luoghi d'interesse
- Chiesa di Santa Maria[4]
- Bishopsbourne è inoltre nota per essere stata l'ultima residenza dello scrittore Joseph Conrad nella casa "Oswalds" fino alla sua morte avvenuta nel 1924. La casa chiamata a quei tempi Oswalds, ora porta il nome di Conrad Hall ed è adibita a sala comune del paese.